# Edad Oscura Camboyana
La Edad Oscura camboyana, también conocido como período medio o  posterior a Angkor, es un período de la historia de Camboya que abarca desde 1431 hasta 1863, caracterizado por la escasez de información sobre lo acontecido.
En este periodo Camboya pasó a ser dependencia de Tailandia, Vietnam y España y terminó cuando los franceses llegaron e impusieron una monarquía títere con el rey Norodom I.

## Precedentes
No hay muchos precedentes. El más relevante es que los tailandeses buscaban expandir sus territorios como parte de sus campañas territoriales. Además, para poder tener mayores territorios cultivables. Lo cierto es que el período fue muy beligerante por iniciativa tailandesa.

## Inicio

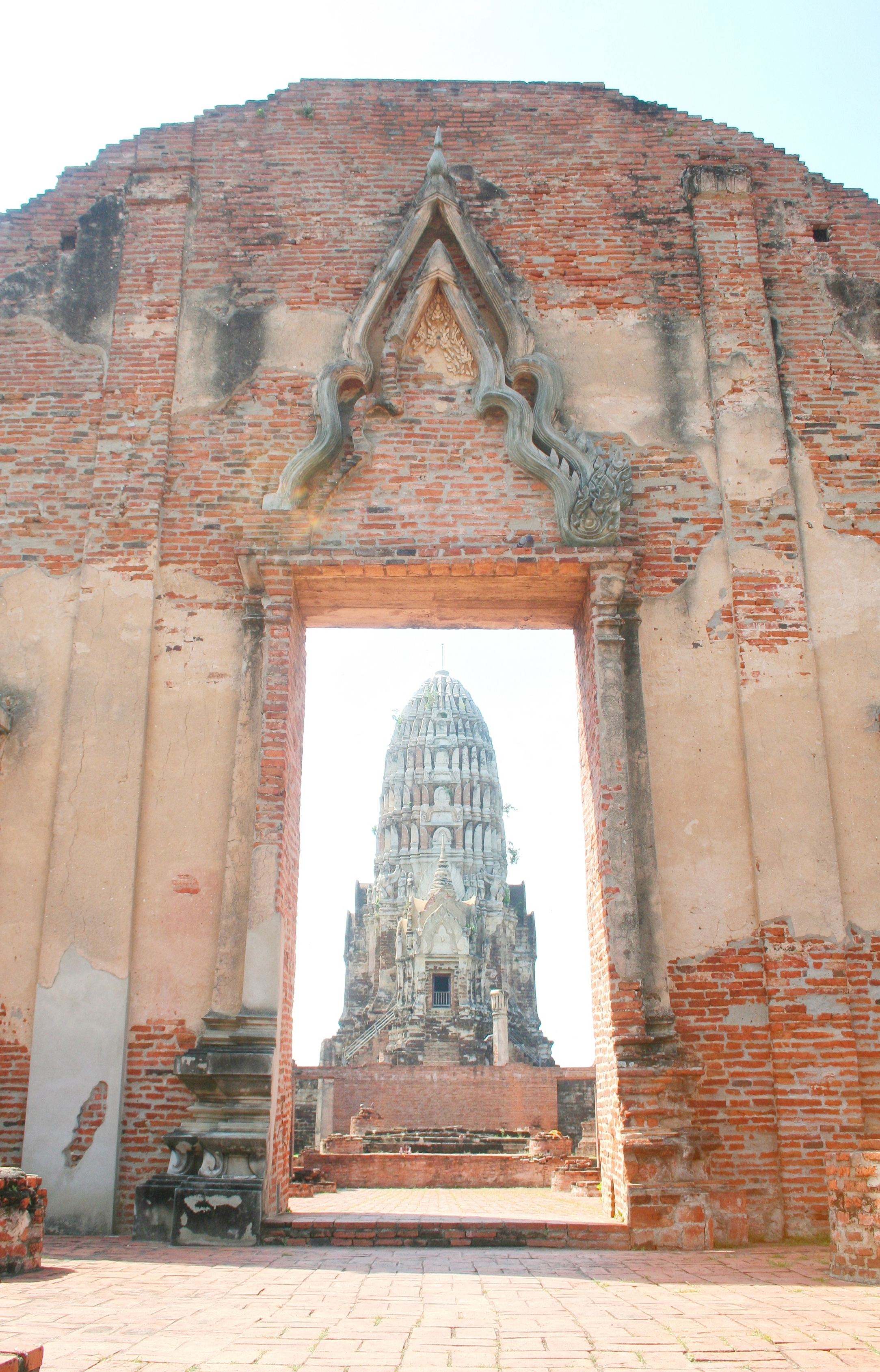
Ruinas de un Templo

El período se inició tras la invasión de Angkor. Se perdió totalmente el conocimiento de la escritura, debido a la deformada variante (tailandés) que usaban los colonizadores. No se abandonaron los templos, pero sí los trabajos (lo que se evidencia en la falta de mano de obra provocada por los tailandeses), lo que obligó a los pobladores a trasladarse a otra urbe, en este caso Phnom Penh. Las ofensivas aumentaron.

## Períodos
La edad oscura camboyana se divide en 3 periodos: la Gran Edad Oscura, en donde la Capital se trasladó a Luang Prabang (1354-1560), por ser la capital de Laos, la Edad Media Camboyana, desde 1560 hasta la década de 1830, y la Edad Colonial, que dura desde esa década hasta 1863, por los cambios franceses hasta la imposición del rey Norodom. 

### Gran Edad Oscura
Comienza por la invasión de Tailandia hacia la ciudad de Angkor, destruyéndola en el año 1430 aproximadamente. Luego Laos y Tailandia (Que entonces eran Lan Xang y Ayutthaya respectivamente) se la repartieron. Laos fue el mayor dominante, pues la capital del país fue la de Laos, y la población fue marginada (en lo general).

### Edad Media Camboyana
En 1560, la capital de Lan Xang fue trasladada a Vientián, siendo esta la capital del Laos actual. Los camboyanos lograron establecerse en Phnom Penh, formando una provincia. Este cambio de vida se ve influenciado en la mínima recuperación de la escritura. Fue un período muy largo, y Camboya ganaba más y más autonomía.

### Etapa colonial

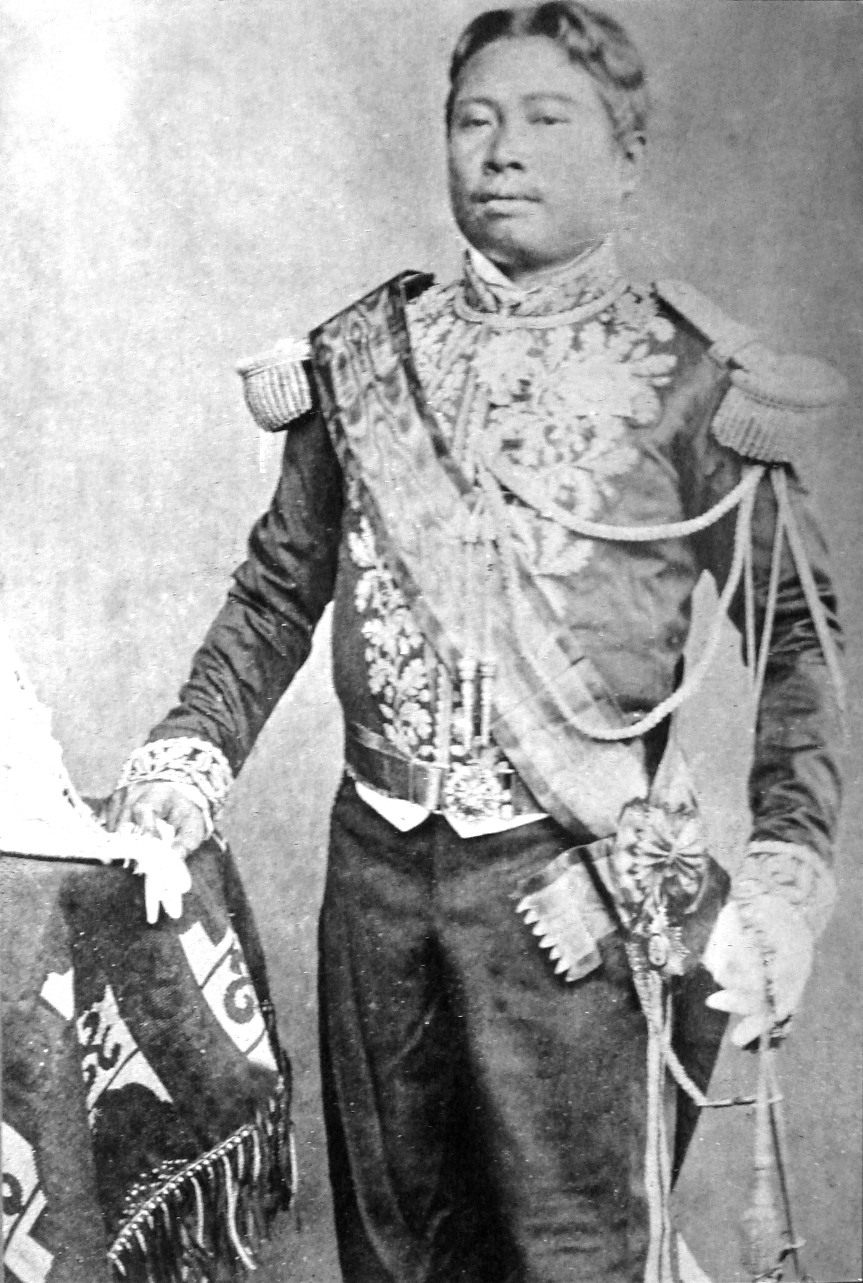
Rey Norodom

Es la etapa en la que Camboya fue adquirida por la Francia Colonial. Se recuperó la escritura y formalmente la Estructura estatal, aunque Francia gobernaba Camboya como un títere. 
La Edad oscura camboyana acabó con la toma de Camboya por parte de los franceses y su conversión al Protectorado Francés de Camboya. La figura más notable es Norodom I, impuesto por los franceses en 1863.